# Шарп, Уильям (литератор)
Уильям Шарп (William Sharp, 12 сентября 1855, Пейсли, Шотландия — 12 декабря 1905, Маньяче, Сицилия, Италия) — шотландский писатель, поэт и мистик, литературный критик и биограф, с 1893 года работавший также под тайным псевдонимом Фиона Маклауд (Fiona Macleod). Редактор и издатель поэзии Оссиана, Вальтера Скотта, Мэтью Арнольда, Элджернона Чарльза Суинберна и Юджина Ли-Гамильтона.

## Ранние годы и начало карьеры
Шарп родился в Пейсли неподалёку от Глазго, в семье торговца тканями Дэвида Гэлбрайта Шарпа (David Galbraith Sharp, ум. 1876) и Кэтрин Гэлбрайт, дочери Уильяма Брукса (William Brooks), вице-консула Швеции в Глазго. Биографы отмечают, что Шарп с детства пристрастился к книгам и всей душой полюбил Внутренние Гебриды, где обычно проводил летние каникулы с семьёй.
В 1867 семья переехала в Глазго. В 1871 году Шарп закончил Академию Глазго, после чего два года посещал лекции по литературе в Университете Глазго, но так и не защитил степень. Летом 1872 года он сбежал из дома и три месяца путешествовал с цыганами; этот необычный опыт нашёл отражение в некоторых его позднейших сочинениях. За годы учёбы в университете у него развились мистические наклонности (дававшие о себе знать ещё в раннем детстве) и интерес к эзотерической философии и оккультизму.
В 1874—1875 годах Шарп работал в адвокатском бюро в Глазго. В 1876 году, после смерти отца, он совершил путешествие в Австралию для поправки здоровья. В 1877 он вернулся в Великобританию, а в 1878-м году обосновался в Лондоне, где получил место клерка в Банке «Мельбурн» (Melbourne Bank) и одновременно начал делать литературную карьеру — как поэт, журналист и издатель. Благодаря Ноэлю Патону, который в 1860-е годы работал художником по тканям в Пейсли, в фирме его отца, Шарп познакомился с Данте Габриэлем Россетти и присоединился к его литературному кружку, в который также входили Элджернон Чарльз Суинберн, Холл Кейн и Филип Бурк Марстон.
В 1882 году увидели свет первые работы Шарпа: биография Д. Г. Россети, статья «Изобразительность в поэзии» (Pictorialism in Verse) и первый сборник стихотворений — «Наследие человека» (The Human Inheritance). К этому времени он потерял работу в банке и остался почти без средств к существованию, но своевременная выплата из журнала «Харперз Мэгэзин» и крупный денежный подарок от друга его деда помогли Шарпу не только продолжить литературную деятельность, но и совершить пятимесячное путешествие по Италии. В 1883 году Шарп получил должность лондонского художественного обозревателя в газете Глазго Геральд и приобрёл новые связи в литературно-художественных кругах.
В 1884 году Шарп женился на своей двоюродной сестре Элизабет Шарп, с которой познакомился ещё ребёнком, в 1863 году, и был помолвлен с 1875 года. Элизабет тоже была писательницей и сотрудничала с мужем в работе над некоторыми литературными сборниками, а после смерти Шарпа опубликовала его биографию.
В 1885—1889 годах Шарп публиковался в книжной серии «Великие писатели» (биографии Перси Биши Шелли, Генриха Гейне и Роберта Браунинга) и писал предисловия к книгам из серии «Камелот», выходившей под редакцией Эрнеста Риса.

## Фиона Маклауд
В 1890 году, подорвав здоровье чрезмерными нагрузками, Шарп отправился в путешествие по Европе и вновь посетил Италию, где пережил глубокий духовный опыт, во многом преобразивший его жизнь и творчество. Одним из стимулов к этим переменам стала любовная связь с Эдит Уингейт Риндер (Edith Wingate Rinder) — исследовательницей кельтской мифологии и переводчицей бретонских народных сказок. Под влиянием Риндер в 1891 году начала формироваться творческая субличность Шарпа, которая получила имя «Фиона Маклауд» и от лица которой Шарп создал самые свои значительные произведения, внесшие большой вклад в литературу кельтского возрождения. Эдит Риндер (под инициалами ERW) был посвящен первый его роман, вышедший под именем Фионы, — «Фараиз» (Pharais, 1894).
Личность Фионы Маклауд стала предметом сложной литературной мистификации: Шарп тщательно разработал и до конца своих дней поддерживал легенду о подлинном существовании Фионы. Он вёл переписку от лица Фионы со многими своими друзьями, знакомыми и читателями, диктуя письма своей сестре, Мэри Беатрис Шарп, чтобы его не узнали по почерку. В тайну его псевдонима были посвящены лишь несколько ближайших доверенных лиц, а усилия, требовавшиеся для сохранения этой тайны, с каждым годом всё заметнее сказывались на здоровье писателя.

## Другие направления деятельности
Наряду с многочисленными сборниками рассказов и стихотворений, выходившими под именем и от лица Фионы, Шарп публиковал и «собственные» работы. Так, в 1891 году в Анцио увидел свет его поэтический сборник «Вздохи Рима» (итал. Sospiri di Roma), оказавший влияние на творчество Д. Г. Лоуренса; в частности, из этого сборника Лоуренс заимствовал название своего первого романа — «Белый павлин» (англ. The White Peacock, 1911).

### Бельгийский авангард
В 1890-е годы Шарп увлекался бельгийским литературно-художественным авангардом и посвятил движению «Молодая Бельгия» ряд статей, в том числе два одноимённых эссе и биографическую работу «Метерлинк», а также перевёл на английский язык пьесы Огюста Женара «Варвары» (1891) и Шарля ван Лерберга «Ищейки» (фр. Les Flaireurs, 1889); последний перевод был опубликован под названием «Ночные гости» (англ. The Night-Comers) в 1895 году, в осеннем выпуске журнала Патрика Геддеса The Evergreen.

### Мистика и оккультизм
В 1890-е годы Шарп сотрудничал с Уильямом Батлером Йейтсом — ведущим деятелем кельтского возрождения в Ирландии. Между ними сложились плодотворные, но во многом напряжённые отношения, осложнявшиеся тем, что Йейтс поначалу недолюбливал Шарпа, но глубоко уважал и ценил «Фиону», а впоследствии заподозрил их тождество.
Так же, как и Йейтс, Шарп был приверженцем спиритуализма, состоял в Герметическом ордене Золотой Зари и экспериментировал с оккультными практиками. В августе 1892 года он выпустил первый (и оставшийся единственным) номер журнала «Языческое обозрение» (Pagan Review), в котором под различными псевдонимами выступил за создание новой языческой традиции, основанной на синкретическом подходе и исключающей гендерное неравенство. Критики приняли эту инициативу неблагосклонно — главным образом, потому что предложенный Шарпом подход не согласовался с языческими традициями древности.

## Смерть и наследие
Шарп умер от острой сердечной недостаточности, осложнённой диабетом, 12 декабря 1905 года в замке Маньяче (неподалёку от города Бронте на Сицилии), где гостил у Александра Нельсона Худа, 5-го герцога Бронте (1904—1937). Над его могилой на герцогском кладбище был установлен кельтский крест.
После смерти Шарпа, согласно его завещанию, тайна «Фионы Маклауд» была официально раскрыта. В 1910 году его вдова, Элизаберт Шарп, опубликовала воспоминания о покойном муже, в которых объясняла эту мистификацию творческой необходимостью, а также отредактировала и издала полное собрание его сочинений.

### Культурное влияние
В поэзии Фионы Маклауд черпали вдохновение многие британские и американские композиторы первой половины XX века. В 1914 году Ратленд Бафтон создал оперу «Бессмертный час», основанную на одноимённой пьесе Фионы Маклауд и пользовавшуюся в своё время огромным успехом: в одном только лондонском театре «Риджент» (Regent Theatre) за период с 1922 по 1932 годы опера была показана 216 раз. В числе других композиций, созданных на стихи Фионы:
- Арнольд Бакс, «Кельтские песни» (A Celtic Song Cycle), 1904; "Белый покой" (The White Peace), 1919 и другие песни[17]
- Сэмюэл Барбер, «Две поэмы ветра» (Two Poems of the Wind), 1924[18]
- Чарльз Гриффиз[англ.], «Три стихотворения Фионы Маклауд» (Three Poems of Fiona MacLeod), 1907 и другие песни[19]
- Фредерик Дилиус, «Ай-Бразил» (I-Brasil), 1913[20]
- Дэвид Муль-Эванс[англ.], «Две кельтские песни» (Two Celtic Songs), 1945[21]
- Филип Сентон[англ.], «Листья, тени и сны» (Leaves, Shadows and Dreams)[22]
- Кэролайн Холм Уокер[англ.], «В росный час» (When the Dew is Falling), 1906[23]
- Джон Фолдс[англ.], «Пять настроений в картинах» (Five Mood Pictures), 1917[24]
- Фриц Харт, opp. 73–77 из серии «Пять песен» (Five Songs), 1927, в общей сложности 25 композиций[25]
- Герберт Хауэллс, «Пять песен для низкого голоса и фортепиано»[26]
- Хелен Хопкирк[англ.], «Шесть стихотворений Фионы Маклауд» (Six Poems by Fiona Macleod), 1907 и другие песни[27].

### Статьи
- France, John. Some Reflections on Delius's Song 'I-Brasil' (англ.) // The Delius Society Journal. — London, UK, Autumn 2018. — P. 9—21.
- Pittock, Murray G. H. Sharp, William [pseud. Fiona MacLeod] (англ.) // Oxford Dictionary of National Biography. — Online edition: Oxford University Press, 2004. — doi:10.1093/ref:odnb/36041.
- Upton, William Treat. The Songs of Charles T. Griffes (англ.) // The Musical Quarterly. — Oxford, UK: Oxford University Press, 1923. — Vol. 9, iss. 3. — P. 314—328. — JSTOR 738491.
- Front Matter (англ.) // The Musical Times. — London, UK: Musical Times Publications Ltd., 1947. — August (vol. 88, no. 1254). — P. 241—248. — JSTOR 935619.